# Onsmakelijke kamrussula
De onsmakelijke kamrussula (Russula pectinatoides) is een  paddenstoel uit de russulafamilie (Russulaceae). Het is ectomycorrhiza-vormend met eiken (Quercus).

## Kenmerken

### Uiterlijke kenmerken
Hoed
De hoed is convex als hij jong is, wordt later platter en uitgespreid en uiteindelijk in het midden ingedrukt. Hij is 2,5 tot 8 cm in diameter. Het oppervlak is slijmerig bij jonge paddenstoelen en bij vochtig weer, maar verder droog. De hoed is bleek geelbruin tot dof stro- of kaneelbruin. De rand is hobbelig, 1 tot 2 cm lang en vaak roze tot kaneelbruin gevlekt. De hoedhuid kan meestal eenvoudig tot halverwege worden afgetrokken.
Lamellen
De lamellen staan dicht bij elkaar of ver van elkaar verwijderd en zijn bleek crème tot geelachtig en soms gevlekt of bruin.
Steel
De steel is 1,5 tot 7 cm lang en 0,5 tot 2 cm dik. Hij is witachtig, vergeelt licht of wordt bruinachtig. Hij is vaak bruinrood aan de basis. Met de leeftijd wordt de steel vaak hol.
Vlees
Het vruchtvlees is wit en verkleurt niet als het wordt gebroken of gesneden. 
Geur
De schimmel ruikt licht fruitig tot rubberachtig, soms vaag naar bittere amandelen. 
Smaak
De smaak is flauw of ranzig en veroorzaakt een kriebelende keel na langdurig kauwen.
Sporenprint
De sporenprint is donker crème (IIc-d volgens Romagnesi).
Chemische reacties
Met KOH kleur de hoedhuid niet of slechts licht roze of lichtpaars. De FeSO4-reactie op het steelvlees is negatief of zwak positief, het vlees wordt dan licht roze. Bij guaiac-tinctuur wordt het vruchtvlees blauw/groen.

### Microscopische kenmerken
De elliptische sporen zijn 6,6 tot 8,5 (9) µm lang en 5,2 tot 6,5 µm breed. Het Q-getal (verhouding tussen lengte en breedte van de sporen) is 1,2 tot 1,4. Het sporenornament bestaat uit stompe tot puntige kegelvormige, meestal geïsoleerde wratten, die soms langwerpig of samengegroeid zijn en op plaatsen met korte lijnen verbonden zijn. Het ornament is hoog tot 0,75 tot 1,2 µm. De apiculus is 1 tot 1,37 µm lang en 0,87 tot 1,25 µm breed. De hilaire plek is slechts vaag ontwikkeld en zwak amyloïde.
De viersporige basidia zijn clavaat en meten 40–45 × 8–10 µm. De cystidia zijn min of meer talrijk en kleuren grijszwart in sulfobenzaldehyde. De cheilocystidia zijn overwegend spoelvormig en meestal vernauwd aan de punt of dragen een kopvormig aanhangsel. Ze meten 30-65 × 6-9 µm, terwijl de gelijkvormige pleurocystidia 40-80 × 7-10 µm meten.
De hoedhuid bestaat uit cilindrische, meestal vertakte en gesepteerde, 2 tot 4 µm brede haren, waarvan de hyfenwanden min of meer verstijfseld zijn. Daartussen vindt men cilindrische pileocystidia die vaak taps toelopen of naar de punt toe vernauwd zijn. Ze meten 30–35 × 3–6 µm en hebben een grijszwart, korrelig gehalte aan sulfobenzaldehyde.

## Verspreiding

Europees verspreidingsgebied

De onsmakelijke kamrussula in engere zin (Russula recondita) is een Europese soort. De soort kan worden gevonden in zowel laaglanden als bergen.
Hij is pas recentelijk opgesplitst in verschillende soorten. Als verzamelsoort (Russula pectinatoides agg.), heeft het een Holarctische verspreiding en komt hij voor in Noord-Azië (Japan, Korea), Noord-Amerika (Verenigde Staten, Canada), de Canarische Eilanden en Europa. In Noord-Amerika komt hij voor in het noordoosten (west naar Michigan en zuid naar North Carolina).
In Nederland  komt de onsmakelijke kamrussula zeer algemeen voor.

## zie ook
- Bittere kamrussula
- Forse kamrussula
- Scherpe kamrussula
- Verkleurende kamrussula